# Franz Jung (biskup)
Franz Jung (ur. 4 czerwca 1966 w Ludwigshafen) – niemiecki biskup rzymskokatolicki, biskup diecezjalny Würzburga od 2018.

## Życiorys
Święcenia kapłańskie otrzymał 10 października 1992 w Rzymie i został inkardynowany do diecezji Spira. Był m.in. sekretarzem biskupim, pracownikiem wikariatu biskupiego ds. duszpasterskich oraz wikariuszem biskupim ds. życia konsekrowanego. W 2009 mianowany wikariuszem generalnym diecezji.
16 lutego 2018 papież Franciszek mianował go biskupem diecezjalnym Würzburga. Sakry biskupiej udzielił mu 10 czerwca 2018 abp Ludwig Schick.